# Порог Томсона Уайвилла
Порог Томсона Уайвилла (англ. Wyville-Thomson Ridge) — подводный хребет между северным побережьем Великобритании и Фарерскими островами. Порог назван в честь шотландского океанографа и биолога Чарльза Уайвилла Томсона.

## Географическое положение
Порог Томсона Уайвилла протянулся на 100-200 км с северо-запада на юго-восток, между Фарерскими островами и северным побережьем Шотландии. Глубина над порогом в среднем составляет 500 метров. Максимальная глубина над ним — 584 метра. Порог отделяет Атлантический океан от Фарерско-Шетландского жёлоба в Норвежском море с глубинами более 1000 метров.

## Геология
Порог Уайвилла Томсона и расположенный параллельно ему, меньший по протяжённости, Порог Имир, ограничивающие Плато Роколл, являются главным образом мезозойскими структурами. В настоящее время порог представляет собой антиклиналь с амплитудами до 2 км, сформировавшуюся за короткий период между эоценом и миоценом
В 1974 году было выяснено, что порог Уайвилла Томсона, также как и Фареро-Шетландский жёлоб, некогда испытывал поднятие, в результате которого порог выходил на поверхность воды.

## Циркуляция вод
Практически во всей толще вод, за исключением небольшого придонного слоя, над порогом происходит перенос тёплых североатлантических вод. В придонном же слое осуществляется циркуляция холодных арктических вод, заполняющих североатлантическую котловину.